# Cantón de Esch-sur-Alzette
Cantón de Esch-sur-Alzette: cantón en el suroeste de Luxemburgo.

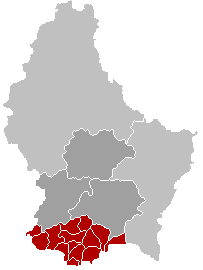
Cantones.

El cantón se compone de los siguientes 14 municipios:
- Bettembourg
- Differdange
- Dudelange
- Esch-sur-Alzette
- Frisange
- Kayl
- Leudelange
- Mondercange
- Pétange
- Reckange-sur-Mess
- Roeser
- Rumelange
- Sanem
- Schifflange